# Perro sin pelo del perú
Perro sin pelo del perú (peruansk nakenhund) är en hundras från Peru. Den är en pariahund (urhund) och nakenhund.

## Historia
Arkeologer har hittat avbildningar som tolkats som nakenhundar på keramik från tiden före Inkariket. Under inkatiden användes de som jakthundar, vakthundar och för ceremoniella ändamål. Rapporter om nakenhundar finns från när Francisco Pizarro och conquistadorerna började den spanska erövringen 1524.
Numerärt är den peruanska nakenhunden en mycket liten ras. I hemlandet Peru, där den sedan 2001 är deklarerad som en nationell angelägenhet, lär det finnas under 50 registrerade exemplar och ett par hundra oregistrerade. I USA där rasen är talrikast och dit de första hundarna importerades 1966 finns det cirka 300.

## Egenskaper
Den är en alert, livlig och tillgiven hund som uteslutande används som sällskapshund och för olika hundsporter. Den kan vara vaksam och reserverad mot främlingar.

## Utseende
Som namnet anger saknar rasen päls på större delen av kroppen. Spår av päls tillåts på huvudet, tassarna, svanstippen och längs ryggkammen. Den är kvadratiskt byggd och ger ett energifullt intryck.
Det finns också en behårad variant, som är godkänd enligt standarden.